# Седова, Наталья Ивановна
Наталья Ивановна Седо́ва (5 апреля 1882, Ромны — 23 декабря 1962, Корбей-Эсон) — русская революционерка, гражданская жена Льва Троцкого, заведующая музейным отделом Наркомпроса в 1918—1928 годах.

## Биография
Наталья Ивановна Седова родилась в семье купца. По утверждению её внучки, Юлии Аксельрод, отец бабушки, возможно, был из казаков, а мать — из польских дворян. Дмитрий Волкогонов, писавший биографию Троцкого, утверждает, что они были обеспеченными людьми, благодаря чему Наталья училась в Харьковском институте благородных девиц, откуда была исключена за участие в революционном движении.
В связи со своей революционной деятельностью Н. И. Седова эмигрировала во Францию, где изучала в Сорбонне курс истории искусств. Она также участвовала в работе газеты «Искра», которой руководил В. И. Ленин, и таким образом в конце 1902 года в Париже познакомилась со Львом Троцким.
В 1918—1928 годах Наталья Ивановна Седова-Троцкая была заведующей отделом по делам музеев и охраны памятников искусства и старины Народного комиссариата просвещения (более известного как музейный отдел Наркомпроса).
Музейный отдел Наркомпроса был создан в мае 1918 года по инициативе И. Э. Грабаря, который набрал штат крупных специалистов в области искусствоведения, музейного дела и реставрации. Благодаря хорошему взаимодействию этих двух людей музейному отделу Наркомпроса удалось спасти от разграбления многие частные собрания, оставшиеся без охраны в годы Гражданской войны в России.
10 сентября 1918 года Н. И. Седова-Троцкая направила телеграмму в Орловский губисполком с требованием не реквизировать усадьбу Галаховой. Вместо этого она предложила устроить в усадьбе музей-читальню И. С. Тургенева. Это происходило в разгар боёв в этих местах Красной армии с войсками Деникина, но телеграмма Н. И. Седовой помогла остановить уничтожение усадьбы, и в конечном итоге музей И. С. Тургенева был там создан.
В ноябре 1919 года была назначена председателем Комитета помощи раненым и больным красноармейцам (учреждённого постановлением ВЦИК 29 октября 1919 года).
Наталья Ивановна Седова-Троцкая, пользуясь своей близостью к большевистской верхушке, защищала штатных работников отдела от обысков и арестов ВЧК и добивалась для них сносных бытовых условий, в первую очередь продовольственных пайков. Так, в марте 1920 года она обратилась с письмом к В. И. Ленину с просьбой обеспечить работникам отдела «удовлетворительный паёк». Впрочем, не всегда её вмешательство было успешным. Например, в 1920 году, несмотря на её заступничество, ВЧК расстреляла одного из сотрудников музейного отдела Наркомпроса — известного до революции издателя В. В. Пашуканиса (родственника марксиста Е. Б. Пашуканиса).
После того как Лев Троцкий утратил влияние в руководстве большевистской партии и вскоре был выслан из Советской России, Наталья Седова с одним из сыновей — Львом — последовала за ним.
Она потеряла обоих своих сыновей. Её младший сын, Сергей Седов, который не был политически активен и работал профессором Московского технологического института, был расстрелян в 1937 году. Её старший сын, Лев Седов, который был политически активным троцкистом, умер в 1938 году во время операции в Париже при подозрительных обстоятельствах.
В 1940 году агентами НКВД был убит и её муж — Лев Троцкий. Незадолго до смерти Троцкий с женой чудом выжили при покушении группы Сикейроса и жили в атмосфере постоянного страха (Лев Давидович повторял Наталье: «Видишь, они не убили нас этой ночью»).
После убийства мужа Наталья Седова осталась в Мексике, где продолжала поддерживать контакты со многими революционерами в изгнании. В этот период в соавторстве с Виктором Сержем она пишет биографию Льва Троцкого. Книга «Жизнь и смерть Льва Троцкого» впервые вышла во Франции в 1951 г., её английский перевод опубликован в Англии в 1975 г.
В 1951 году Н. И. Седова вышла из состава основанного Троцким Четвёртого интернационала из-за идеологических разногласий (она встала на точку зрения Макса Шахтмана о бюрократическом коллективизме).
В 1960 году Н. И. Седова переехала из Мексики во Францию (в Париж).

## Киновоплощения
- Валентина Кортезе («Убийство Троцкого», 1972).
- Катерина Селлерс («Стависки» Stavisky, Франция, 1974).
- Эдит Хирдеген («Trotski in Coyoacan» ФРГ, 1974
- Кристин Армани («Сталин-Троцкий» Staline-Trotsky: Le pouvoir et la révolution, Франция, 1979).
- Зивта Керлов («Frida, naturaleza viva» 1983, Мексика)
- Maурин O'Брайен («Зина», 1985).
- Татьяна Журавлёва («Эсперанса», 1988).
- Наталья Кислицына («Сталин», 1992).
- Ия Саввина («Троцкий», 1993).
- Маргарита Санс («Фрида», 2002).
- Марина Шиманская (Поединки. Женщина под грифом «секретно», 2011)
- Франсис Барбер (Избранный / El elegido, 2016)
- Ольга Сутулова («Троцкий», 2017).